# Stephen Giles
Stephen Giles (n. 4 iulie 1972, St. Stephen⁠(d), Nouveau-Brunswick, Canada) este un inginer ce a reprezentat Canada, medaliat olimpic. A participat la 4 ediții ale Jocurilor Olimpice (1992, 1996, 2000, 2004) în care a câștigat o medalie de bronz.